# Наездник из Кабарды
«Наездник из Кабарды» — советский фильм режиссёра Николая Лебедева 1939 года.

## Сюжет
История о том, как ребята кабардинского аула помогают взрослым вырастить быстроногих скакунов.

## В ролях
Георгий Еремеев, Тамара Глебова, Юлик Лакоткин, Тимофей Ремизов, Любовь Шах, Александр Полибин, Константин Злобин, И. Орлов (II).